# Wu Jiu-Ling
Wu Jiu-Ling es una deportista taiwanesa que compitió en judo. Ganó una medalla de plata en el Campeonato Asiático de Judo de 1991, en la categoría de –66 kg.

## Palmarés internacional
| Representando a China Taipéi |               |                  |           |
| Campeonato Asiático          |               |                  |           |
| Año                          | Lugar         | Medalla          | Categoría |
| 1991                         | Osaka (Japón) | Medalla de plata | –66 kg    |